# 1020-й зенітний ракетно-артилерійський полк (Україна)
1020 зенітний ракетно-артилерійський полк (1020 ЗРАП) — формування зенітних ракетних військ у складі Сухопутних військ України.

## Історія
Створений 30 січня 2023 року як 1020-й зенітний ракетно-артилерійський дивізіон, 5 червня 2024 року був переформований у полк. Виконує завдання з прикриття військ і важливих об'єктів від повітряних загроз.

## Озброєння
- 2С6 «Тунгуска»[1]